# Hanin Elias

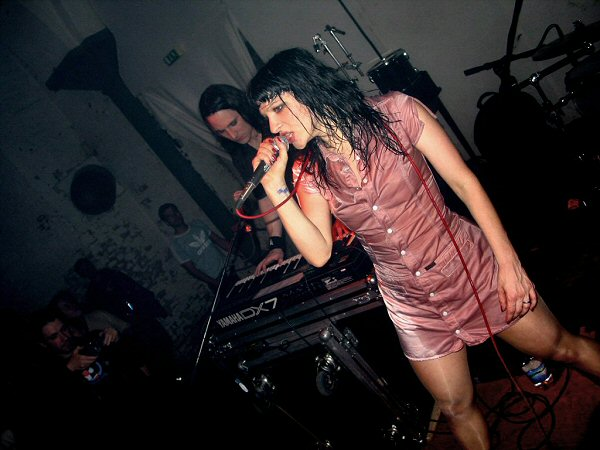
Hanin Elias bei einem Auftritt zu ihrem Album Future Noir 2004

Hanin Elias (* 31. Mai 1972 in Wittlich) ist eine deutsche Musikerin und ehemalige Label-Inhaberin.

## Leben
Die Tochter eines syrischen Arztes und einer Deutschen verbrachte einen Teil ihrer Kindheit in Syrien. Neben ihrem damaligen Lebensgefährten Alec Empire und Carl Crack war sie 1992 eines der Gründungsmitglieder der Musikgruppe Atari Teenage Riot und damit einer der Wegbereiter der Digital-Hardcore-Szene.
Nach zwei Schwangerschaften und dem Aus von Atari Teenage Riot entschloss sich Elias 1999 allein weiterzumachen und veröffentlichte mit In Flames ihr erstes Soloalbum.
Sie gründete das ursprüngliche Sublabel Fatal Recordings unter dem Dach des Atari-Teenage-Riot-eigenen Labels Digital Hardcore Recordings. Auf diesem Sublabel wollte Elias ausschließlich von Frauen geschriebene Musik veröffentlichen, um ihnen in der etwas männerlastigen Szene eine Plattform zu bieten. Später gründete Elias Fatal Recordings als vollständig eigenständiges Label neu.
2004 folgte das Album Future Noir. Unter anderem sind darauf Gastmusiker wie Bertil Mark (Son Goku, Die Fantastischen Vier) und Thurston Moore von Sonic Youth vertreten. Produziert und komponiert wurde das Album von TweakerRay.
Elias war Teil einer kaum überschaubaren Anzahl von Kollaborationen. Unter anderem arbeitete sie mit Le Tigre, Thurston Moore und J Mascis.
Im Jahr 2005 stieg Elias beim Industrial-Rock-Projekt Pigface (u. a. Steve Albini, Jello Biafra, Danny Carey, Flea und Trent Reznor) ein und ging mit diesem in den USA auf Tournee.
2006 schloss Hanin Elias ihr Label Fatal Recordings und eröffnete in Berlin die Galerie Elias.

## Diskografie als Solokünstlerin

### Alben
- 1999: In Flames (1995-1999) (Digital Hardcore Recordings)
- 2003: No Games No Fun (Fatal Recordings)
- 2004: Future Noir (Fatal Recordings)
- 2011: Fatal Box (3x-Album, Rustblade)
- 2011: Get It Back (Rustblade)

### Singles und EPs
- 1992: Parfum EP (Force Inc. Music Works)
- 1996: Show EP (Digital Hardcore Recordings)
- 1999: In Flames EP (Digital Hardcore Recordings)
- 2000: In Flames Remix-EP (Digital Hardcore Recordings)
- 2016: Hold Me-EP (featuring Electrosexual) (Duchess Box Records)